# 王有杰
王有杰（1941年5月—），男，河南获嘉人，中华人民共和国政治人物，活跃于书法界，曾任中国书法家协会会员，河南省人大常委会副主任等职。

## 生平
王有杰1967年毕业于哈尔滨军事工程学院空军工程系。1987年7月任中共洛阳市委副书记；1990年6月任漯河市市长，1992年4月任漯河市委书记；1995年12月任中共河南省委常委、郑州市委书记，2001年7月任河南省人大常委会副主任。他是一名书法爱好者，出版有《王有杰书法集》，曾任中国书法家协会会员。
2007年1月19日，他被荆州市中级人民法院依法以受贿罪（634万余元）、巨额财产来源不明罪（890万余元）判处死刑、缓期二年执行，剥夺政治权利终身，没收个人全部财产。後于秦城监狱服刑。